# Nyctemera druna
Nyctemera druna là một loài bướm đêm thuộc phân họ Arctiinae, họ Erebidae.